# Budinhal, Devadurga
Budinhal là một làng thuộc tehsil Devadurga, huyện Raichur, bang Karnataka, Ấn Độ.